# Lethariella zahlbruckneri
Lethariella zahlbruckneri är en lavart som först beskrevs av Du Rietz, och fick sitt nu gällande namn av Krog. Lethariella zahlbruckneri ingår i släktet Lethariella och familjen Parmeliaceae.   Inga underarter finns listade i Catalogue of Life.